# アフマド・イブン・ファドラーン

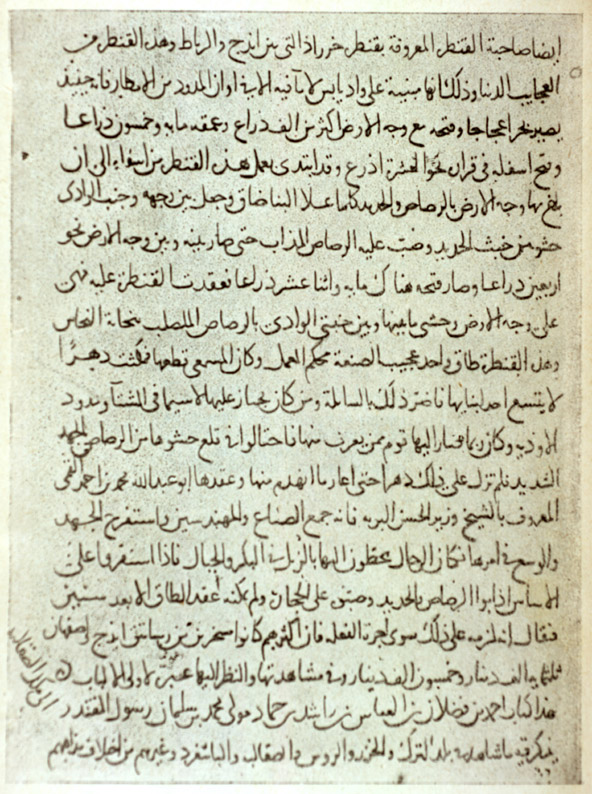
アフマド・イブン・ファドラーンの手稿、10世紀

アフマド・イブン・ファドラーン・イブン・アル=アッバース・イブン・ラーシド・イブン・ハンマード(ラテン文字表記：Ahmad ibn Fadlān ibn al-Abbās ibn Rāšid ibn Hammād, アラビア語: أحمد بن فضلان بن العباس بن راشد بن حماد)は10世紀のアラブ人の旅行家であり、アッバース朝カリフがヴォルガ・ブルガール王に派遣した使節団に加わった際に記した見聞録で知られる。彼の見聞録は、船葬（en:ship burial）の目撃を含む、ヴォルガのヴァリャーグ（ルーシ・カガン国）についての報告で有名である。

## 写本の伝承
長い間に渡り、報告書は不完全な版のみが知られていた。これはヤークートの地理辞典（イティル、バシキール人、ヴォルガ・ブルガール、ハザール、ホラズムの項目）に引用されたもので、Fraehnが1823年に出版した。1923年に入り、バシキール人の血を引くテュルク系学者ゼキ・ヴェリディ・トガンによって、イランのマシュハドのアースターネ・クドゥス・ラザヴィー国立図書館（en:Astane Quds Museum）でとある写本が発見された。 MS 5229写本は13世紀 ( ヒジュラ暦7世紀)まで遡り、ページ数は420（210枚のフォリオ〈紙〉）にわたる。地理的な論文の他に、これはより完全な版のイブン・ファドラーンのテキストを含む。(pp. 390–420) 。 MS 5229写本に保存されていない追加節は、16世紀のペルシア人地理学者アミーン・ラーズィーのHaft Iqlīm ("7つの階梯")という作品に引用されている。

## 使節団
イブン・ファドラーンは、バグダードから921年に、アッバース朝カリフムクタディルからヴォルガ・ブルガールのイルテベル（en:iltäbär）（ハザール人の下の首長）であるアルムシュ（en:Almış）への使節団の書記として派遣された。
使節団の目的は、ブルガール王に貢納をカリフであるアル＝ムクタディルへ払わせること、そして見返りに要塞の建設費を渡すことであった。彼らはブルガールに着いたが、王のための金を集めることができなかったので、任務は失敗した。王は約束の額が払われなかったことに怒って、マーリク学派からバグダードのハナフィー学派に転向することを拒否した。 
使節団は921年7月21日（イスラーム暦309年サファル月11日）にバグダードを出発した。多くの困難ののち、一行は922年5月12日（イスラーム暦310年ムハッラム月12日）にブルガールに到着した。（この日は現在のタタールスタン共和国では公的な宗教休日となっている）。イブン・ファドラーンは、バグダードからブハラとホラズム（アラル海の南）まで旅した。旅の安全はオグズの長（クダルキンen:Kudarkin）によって保証されていたものの、オグズの盗賊の襲撃を受け、運良く盗賊団を買収して難を逃れた。使節団はイランのゴルガーンで冬を過ごし、それから北へウラル川を渡って、サマーラ川分岐点のボルガ川の北の3つの湖にあるブルガールの町にたどり着いた。
ボルガルにつくと、アフマド・イブン・ファドラーンは、ウィス（en:Wisu）へ旅をし、ヴォルガ・ブルガールとフィン系原住部族（コミ人）間の交易の観察を記録した。

## 「ルース」
イブン・ファドラーンの報告書の重要な一片は、彼が「ルース」 Rūs روس または ルーシーヤRūsiyyahと呼ぶ人々の説明に当てられている。多くの学者はルーシ族またはヴァリャーグに該当すると推定し、このことによりイブン・ファドラーンの報告書はヴァイキングについての最も早い記述の一つである。
ルースは、ボルガルの宿営地近くの川辺で店を出す交易者として登場する。彼らはナツメヤシの木のように背が高い体と金髪と赤ら顔を持つと描写される。彼らは「指の爪から首まで」深緑や紺の「木の模様」や他の「図案」の刺青をしており 、男はすべて斧や長ナイフで武装していたと描写する。
イブン・ファドラーンはルースを「完璧な肉体的見本」と描写し、（彼らが毎日髪を櫛でとかすことをいくばくかの驚きを持って書く一方で）ルーシーヤの健康法を厭わしいと述べた。そして彼らを野卑で洗練されていないとみなした。この点において、彼の印象はペルシャ人の旅行者イブン・ルスタen:Ibn Rustaと対照的である。かれはまたとても詳細に、彼らの族長の一人の葬式（人身供犠を含む船葬）（en:Viking funeral#Ibn Fadlan's accountを参照）について述べている。幾人かの学者は現在のen:Balymer complexでこれが行われたと信じている。

## フィクション
イブン・ファドラーンの報告書の要素がマイケル・クライトンの小説『北人伝説』（英題：en:Eaters of the Dead）に使われている（映画13ウォーリアーズの原作となり、アントニオ・バンデラスがイブン・ファドラーンを演じた）。この作品では、アラブの使節はより北方に行き、古英語の叙事詩『ベーオウルフ』に想を得た冒険に巻き込まれる。
2007年に作られたアラビア語の人気TVシリーズ世界の屋根（ en:Saqf al-Alam, (アラビア語: سقف العالم)は、現代の観点からイブン・ファドラーンの旅を図示した。この31回のエピソードは、イブン・ファドラーンの時代と現代という2つの時代のイスラームとヨーロッパの関係を取り扱った。このシリーズはデンマークのムハンマド風刺漫画掲載問題をきっかけに作られた。

## 参考
- Flowers, Stephen E. (1998). Ibn Fadlan's Travel-Report: As It Concerns the Scandinavian Rüs. Smithville, Texas: Rûna-Raven. OCLC 496024366
- Gordon, Stewart (2009). When Asia Was the World. [Cambridge, Mass.]: Da Capo Press. ISBN 978-0-306-81739-7. OCLC 191926190
- Ahmad ibn-Fadlan:Letters On the Vikings(PDF)
- Ibn Faḍlān, Aḥmad; Frähn, Christian Martin (1823) (German). Ibn Foszląn's und anderer Araber Berichte über die Russen älterer Zeit. Text und Übersetzung mit kritisch-philologischen Ammerkungen. Nebst drei Breilagen über sogenannte Russen-Stämme und Kiew, die Warenger und das Warenger-Meer, und das Land Wisu, ebenfalls nach arabischen Schriftstellern. Von C. M. Frähn. Saint-Petersburg: aus der Buchdruckerei der Akademie. OCLC 457333793
- Ibn-Faḍlān, Ahmad (1988) (French). Voyage chez les Bulgares de la Volga. trad. Canard, Marius; Miquel, Andre. Paris: Sindbad. OCLC 255663160
- al-Faqih, Ibn; Aḥmad ibn Muḥammad, Aḥmad Ibn Faḍlān, Misʻar Ibn Muhalhil Abū Dulaf al-Khazrajī, Fuat Sezgin, M. Amawi, A. Jokhosha, and E. Neubauer (1987). Collection of Geographical Works: Reproduced from MS 5229 Riḍawīya Library, Mashhad. Frankfurt am Main: I. H. A. I. S. at the Johann Wolfgang Goethe University. OCLC 469349123